# Endonema lateriflora
Endonema lateriflora är en tvåhjärtbladig växtart som först beskrevs av Carl von Linné d.y., och fick sitt nu gällande namn av Ernest Friedrich Gilg. Endonema lateriflora ingår i släktet Endonema och familjen Penaeaceae. Inga underarter finns listade i Catalogue of Life.